# Juste une question d'amour
Juste une question d'amour (tiếng Anh: Just a Question of Love) là một bộ phim Pháp-Bỉ năm 2000 được đạo diễn bởi Christian Faure được công chiếu trên France 2.

## Nội dung
Câu chuyện kể về mối tình lãng mạn của hai chàng trai đồng tính trẻ, Laurent (Cyrille Thouvenin) và Cédric (Stéphan Guérin-Tillié), những người đang có mâu thuẫn về việc Laurent có nên đến gặp bố mẹ mình không.

## Diễn viên
- Cyrille Thouvenin vai Laurent Mouries
- Stéphan Guérin-Tillié vai Cédric Martin
- Éva Darlan vai Emma Martin
- Danièle Denie vai Jeanne Mouries
- Idwig Stéphane vai Pierre Mouries
- Caroline Veyt vai Carole
- Laurence César vai Martine
- Jean-Pierre Valère vai Georges
- Raphaëlle Lubansu vai Noëlle
- Jean-Baptiste Lefèvre vai Didier
- Aurélie Godichal vai Marine
- Jonathan Fox vai Alain
- Marcel Dossogne vai M. Bermand
- Bruno Georis vai Médecin Emma
- Diego Vanhoutte vai Mathieu

## Xếp hạng
Bộ phim được xem bởi 6,3 triệu người xem (chiếm 28,6% thị phần) khi lần đầu phát sóng.